# Hans-Dieter Brüchert
Hans-Dieter Brüchert est un lutteur est-allemand spécialiste de la lutte libre né le 18 août 1952 à Jarmen.

## Biographie
Lors des Jeux olympiques d'été de 1976, il remporte la médaille d'argent en combattant dans la catégorie des -57 kg.